# Natação artística no Campeonato Mundial de Esportes Aquáticos de 2019 - Rotina de destaque
A prova da rotina de destaque é um dos eventos da natação artística do Campeonato Mundial de Esportes Aquáticos de 2019 que foi realizada no dia 15 de julho, em Gwangju, na Coreia do Sul. 

## Medalhistas
| Ouro | Prata | Bronze |
| Ucrânia · Maryna Aleksiiva · Vladyslava Aleksiiva · Valeriia Aprielieva · Veronika Hryshko · Oleksandra Kovalenko · Yana Nariezhna · Kateryna Reznik · Anastasiya Savchuk · Alina Shynkarenko · Yelyzaveta Yakhno | Itália · Beatrice Callegari · Domiziana Cavanna · Linda Cerruti · Francesca Deidda · Costanza Di Camillo · Costanza Ferro · Gemma Galli · Alessia Pezone · Enrica Piccoli · Federica Sala | Espanha · Leyre Abadía · Ona Carbonell · Abril Conesa · Berta Ferreras · Cecilia Jiménez · María Juárez · Meritxell Mas · Elena Melián · Paula Ramírez · Blanca Toledano |

## Resultados
A final foi iniciada às 19:00. 
| Posição           | Nacionalidade | Pontos  |
| ----------------- | ------------- | ------- |
| Medalha de ouro   | Ucrânia       | 94.5000 |
| Medalha de prata  | Itália        | 91.7333 |
| Medalha de bronze | Espanha       | 91.1333 |
| 4                 | Canadá        | 89.9333 |
| 5                 | França        | 87.2000 |
| 6                 | Sri Lanka     | 83.7000 |
| 7                 | Hungria       | 77.5667 |
| 8                 | Tailândia     | 71.1333 |